# Liste der israelischen Botschafter in Kuba
Die Liste der israelischen Botschafter in Kuba bietet einen Überblick über die Leiter der israelischen diplomatischen Vertretung in Kuba bis zum Abbruch der diplomatischen Beziehungen.
Nachdem Ricardo Alarcón, Kubas Botschafter bei den Vereinten Nationen, 1967 den Sechstagekrieg als Angriffskrieg bezeichnet und das israelische Vorgehen mit dem des nationalsozialistischen Deutschland gleichgesetzt hatte, entsandte die Regierung von Levi Eschkol keinen Botschafter mehr nach Kuba. Nach dem Jom-Kippur-Krieg rief Fidel Castro Ricardo Wolf, den er 1960 als Botschafter nach Tel Aviv gesandt hatte, zurück.
Wolf blieb in Israel. Das Engagement von Rafi Eitan auf Kuba in den 1970er Jahren fand ohne diplomatische Begleitung statt. 
| Ernennung Akkreditierung | Name                | Bemerkungen                | ernannt von      | akkreditiert bei der Regierung | Posten verlassen |
| ------------------------ | ------------------- | -------------------------- | ---------------- | ------------------------------ | ---------------- |
| 1951                     | Sender Meyer Kaplan | (*1914–1992) Honorarkonsul | David Ben-Gurion | Fulgencio Batista              | 1953             |
| 1954                     | Joseph Kessari      |                            | Mosche Scharet   | Fulgencio Batista              | 1958             |
| 1960                     | Jonathan Prato      |                            | David Ben-Gurion | Osvaldo Dorticós Torrado       | 1963             |
| 1963                     | Haim Yaari          |                            | Levi Eschkol     | Osvaldo Dorticós Torrado       | 1965             |
| 1965                     | Shlomo Lavav        |                            | Levi Eschkol     | Osvaldo Dorticós Torrado       | 1968             |